# Раздражимость
Раздражи́мость — способность живого организма реагировать на внешнее воздействие окружающей среды — раздражи́тель — упорядоченным изменением своих физико-химических и физиологических свойств. Раздражимость проявляется в изменениях текущих значений физиологических параметров, превышающих их сдвиги при покое. Раздражимость является универсальным проявлением жизнедеятельности всех биосистем. Эти изменения окружающей среды, вызывающие реакцию организма, могут включать в себя широкий репертуар реакций, начиная с диффузных реакций протоплазмы у простейших и кончая сложными, высокоспециализированными реакциями у человека. Раздражимость — фундаментальное свойство живых систем: её наличие — классический критерий, по которому отличают живое от неживого. Минимальная величина раздражителя, достаточная для проявления раздражимости, называется порогом раздражения.
Явления раздражимости у растений и животных имеют много общего, хотя их проявления у растений  отличаются от привычных форм двигательной и нервной деятельности животных.